# Society for Research in Child Development
La Society for Research in Child Development ou Société pour la recherche en développement de l'enfant est une association professionnelle dans le champ de la psychologie du développement et de la psychologie de l'enfant. Elle regroupe environ 5 500 chercheurs et praticiens de plus de 50 pays. La Société souhaite promouvoir la recherche multidisciplinaire et de favoriser l'échange d'informations entre chercheurs et professionnels de disciplines diverses, notamment dans l'application des résultats de la recherche.

## Histoire
Le champ disciplinaire du développement de l'enfant a reçu une reconnaissance officielle aux États-Unis en 1922-1923, puis en 1925, par la création du  Committee in Child Development (CCD), chargé d'assurer un arrière-plan scientifique au champ des recherches en psychologie de l'enfant, rattaché à l'Académie nationale des sciences américaine. Le but de ce comité était d'intégrer les activités de recherche et de stimuler la recherche en développement de l'enfant. Le comité accorde des bourses, organise des conférences, et organise des publications de recherches. Dès 1927, les noms de 425 chercheurs sont répertoriés dans l'annuaire de la recherche en développement de l'enfant et, la même année, le premier volume de Child Development Abstracts and Bibliography paraît. En 1933, lors de la 4e conférence du CCD à Chicago, la Society for Research in Child Development (SRCD) est officiellement créée. Robert Woodworth joue un rôle majeur pendant une quinzaine d'années. Les archives sont conservées à la bibliothèque nationale de médecine, à Bethesda (Maryland)

## Activités

### Activités internationales
Près de 20 % des membres de la société sont originaires de 50 pays. La société, par le biais de son comité des relations internationales, s'efforce de favoriser les interactions et la communication entre les membres de la société et, plus largement, avec l'ensemble des chercheurs en développement humain.

### Éthique
La société apporte une attention particulière à l'établissement et au maintien de normes éthiques dans les recherches avec les enfants. Elle a créé dans ce but un comité d'éthique.

### Diversité
La société s'engage pour favoriser la diversité culturelle et ethnique dans les questions liées à la recherche et la formation. Des comités spécialement consacrés aux questions ethniques et raciales s'efforcent de favoriser et de diffuser les recherches liées à ces questions auprès des membres de la société.

### Politique sociale
Sous la direction de la politique et du comité des communications, la Société soutient les recherches portant sur l'élaboration des politiques touchant les enfants et les familles. Une façon dont cela est fait est grâce au Programme de Bourses de recherche en Développement de l'Enfant. Commencé en 1978, ce programme fait partie d'un vaste programme de bourses de recherche administrée par l'Association américaine pour l'avancement des sciences. Les objectifs de ce programme sont de contribuer à l'utilisation efficace des connaissances scientifiques, de sensibiliser la communauté scientifique à propos de l'élaboration des politiques publiques, et d'établir un lien plus efficace entre les scientifiques et les offices fédéraux. Les stagiaires passent un an en tant que des aides ou des associés dans divers bureaux dans les organismes fédéraux, de travailler avec le personnel dans la traduction de la recherche appliquée.

## Conférences
La société organise un congrès biennal, autour de conférences invitées, de symposia et de séances de discussion.

## Revues scientifiques
- Child Development
- Child Development Perspectives
- Monographs of the Society for Research in Child Development